# Dermaleipa metaphaea
Thyas metaphaea là một loài bướm đêm trong họ Erebidae.